# روبن رودريغيز
روبن رودريغيز (بالإنجليزية: Ruben Rodriguez)‏ هو لاعب كرة قدم أمريكية أمريكي، ولد في 3 مارس 1965 في فيساليا في الولايات المتحدة.

## وصلات خارجية
- روبن رودريغيز على موقع مرجع كرة القدم المحترفة.كوم (الإنجليزية)